# مرکز ملی سینما و تصویر متحرک

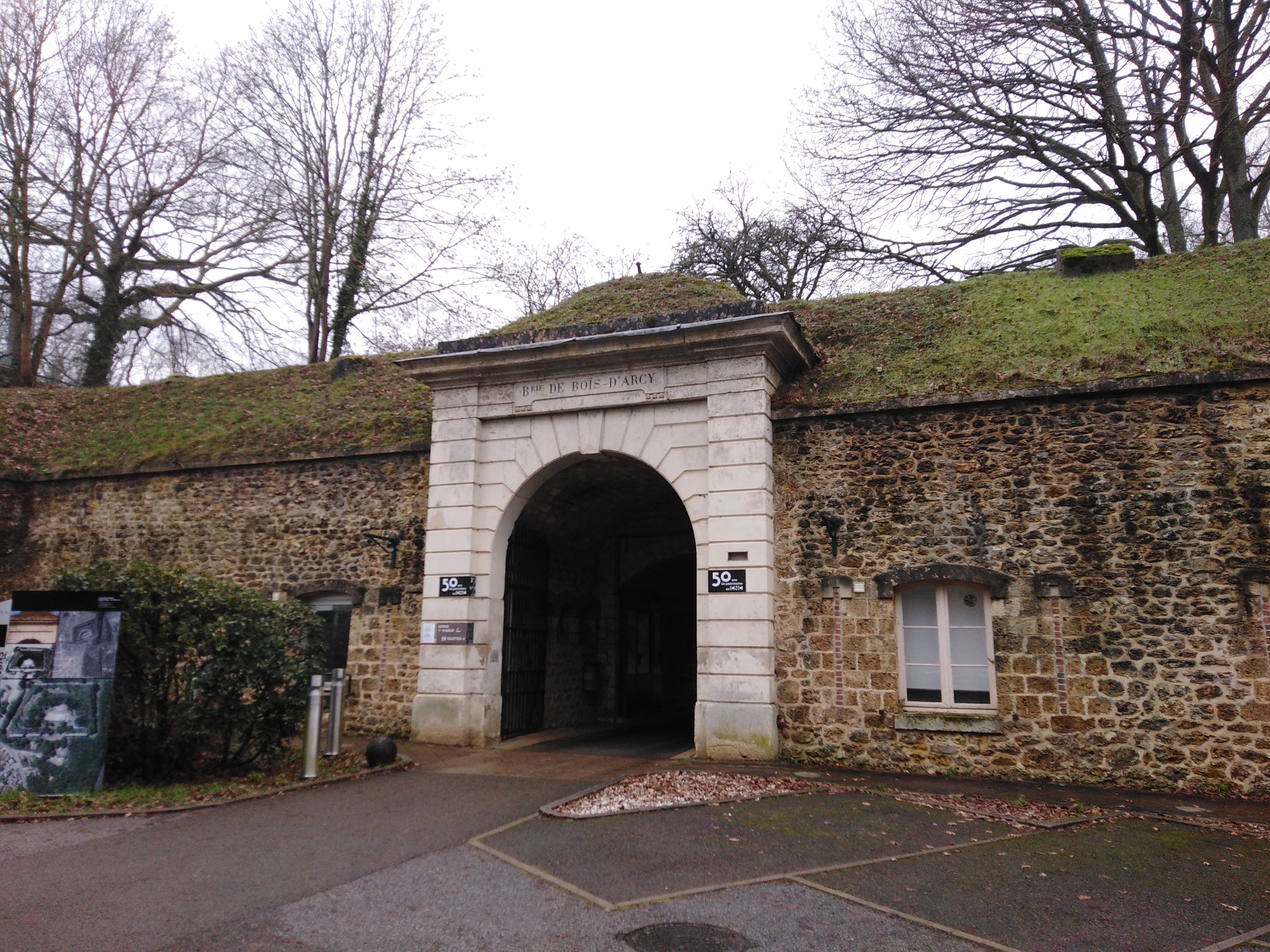
مرکز ملی سینما و تصویر متحرک

مرکز ملی سینما و تصویر متحرک (CNC)، که قبلاً تا ژوئیه ۲۰۰۹ به مرکز ملی فیلم نامیده می‌شد، یک سازمان عمومی فرانسوی با ماهیت اداری است، دارای شخصیت حقوقی و استقلال مالی، که توسط قانون ۲۵ اکتبر ۱۹۴۶ ایجاد شده‌است. این مرکز تحت اختیار وزارت فرهنگ قرار دارد.
دومینیک بوتنات ریاست این سازمان را از ۲۴ ژوئیه سال ۲۰۱۹ بر عهده دارد.

## تاریخ
نیاز به ایجاد بدنه ای حرفه ای برای جمع کردن متخصصان فیلم و تعریف چارچوب فعالیت‌های آنها برای اولین بار در سال ۱۹۳۶ پدیدار شد. بازرس امور مالی گای دو کارمی در تجزیه و تحلیل صنعت سینمایی که او برای شورای اقتصادی ملی ارائه می‌دهد. این رژیم ویشی است که با پیگیری این گزارش، در زمان جنگ، سازمان: کمیته برگزار کننده صنعت سینمایی (COIC) را پی ریزی می‌کند. و سرانجام مرکز ملی فیلمبرداری با مشاوره بین مقامات دولتی و متخصصان سینما در تاریخ 25 اکتبر ۱۹۴۶ ساخته می‌شود. ساخت آن نتیجه توافقنامه Blum-Byrnes نیز است که مستلزم لغو قوانینی است که پخش فیلمهای آمریکایی را ممنوع می‌کند. ۲۴ سپتامبر ۱۹۴۸، مجله رسمی جمهوری فرانسه، قانون کمکهای CNC را برای تولیدکنندگان فیلم فرانسوی و سینما داران را با یک صندوق کمکی تأمین شده از مالیات ویژه اضافی منتشر می‌کند.
در سال ۱۹۵۳، مصوبه جدیدی "جایزه کیفیت" برای فیلم‌های کوتاه و در سال ۱۹۵۹ " پیش پرداخت درآمد" برای فیلم‌های بلند را تأسیس کرد، تا به فیلم‌هایی "که احتمالاً در خدمت سینمای فرانسه هستند یا برای بازکردن دیدگاه‌های جدید به هنر سینمایی " کمک کند.
ابتدا CNC تحت نظارت وزارت اطلاعات، و سپس در موقعیت مبهمی به وزارت صنعت وابستگی دارد: او یک ابزار اداری کشور است هر چند استقلال خود را نیز حفظ کرده. بعد فرهنگی که امروزه در ارتباط با سیاست سینماست، توسط آندره مالرو، که، در ۳ فوریه ۱۹۵۹، CNC را با وزارتخانه جدید فرهنگ فرانسه پیوند می‌دهد.
فرمان شماره ۲۰۰۹–۹۰۱ که در ۲۴ ژوئیه ۲۰۰۹ با استفاده از قانون ۵ مارس ۲۰۰۹ مربوط به ارتباطات سمعی و بصری و سرویس جدید تلویزیونی عمومی، نام جدیدی به مؤسسه می‌بخشد (ضمن نگه داشتن نام اختصاری آن) و قوانین عملیاتی را اصلاح می‌کند. از این پس، CNC توسط یک هیئت مدیره ۱۲ نفره متشکل از نمایندگان دولت، قضات اداری و قضایی و نمایندگان کارمندان اداره می‌شود. و امروزه به جای یک مدیر کل توسط یک منتخب همگانی اداره می‌شود. همین دستورالعمل، وظیفه ای که بازیگران را برای ساختن یک فیلم مجبور به داشتن کارتی حرفه ای که توسط CNC داده می‌شد را نیز لغو کرد.
در دسامبر ۲۰۱۴، CNC تصمیم بر کنترل حقوق دریافتی بازیگران فرانسوی می‌کند. فراتر از یک سقف ثابت نسبت به بودجه، فیلم‌ها دیگر از حمایت‌های ارائه شده توسط سازمان بهره‌مند نخواهند شد.
در ژانویه ۲۰۱۵، CNC، با همکاری وزارت فرهنگ، موتور جستجویی را راه‌اندازی کرد که به همه پیشنهادهای قانونی موجود برای بارگیری یا تماشای یک فیلم به‌صورت آنلاین دسترسی می‌یابد. این پایگاه داده همچنین از سایتهایی که مخاطبان زیادی در دنیای سینما دارند مانند Allociné، Télérama , <i id="mwVw">Première</i> و SensCritique , قابل دسترسی است.
از ژانویه سال ۲۰۱۸، سیستم کمکی که به تولیدکنندگان فیلم از طرف CNC اعطا می‌شود، پیشرفت‌های دیجیتالی و حرفه‌های مختلف مرتبط را بهتر محاسبه می‌کند.

## مأموریت
مرکز ملی سینما و تصویر متحرک شش مأموریت اصلی دارد که هم‌اکنون در ماده L.111-2 آیین‌نامه سینما و تصویر متحرک آمده‌است.
مقرر کردن مقررات سینما
CNC مجوزهای لازم برای فعالیت را برای شرکتهای تولید یا توزیع صادر می‌کند. این مجوزها و مجوزهای مربوط به آثار سینمایی را صادر می‌کند و ثبت‌های مربوط به سینما سمعی و بصری (RPCA) را حفظ می‌کند، که در آن کلیه اعمال مربوط به ایجاد یک اثر سمعی و بصری به ثبت رسیده‌است. همچنین نظارت بر برنامه سینماها ، کنترل فروش بلیط و سررسیدها را بر عهده دارد. مالیات ویژه اضافی (TSA) که از قیمت بلیط‌ها تعیین شده‌است را جمع‌آوری می‌کند. مجوزها را برای سالن‌های سینما صادر می‌کند، و تأیید پیروی از استانداردها و مشخصات فنی را به کمیسیون عالی فنی تصویر و صدا (CST) واگذار می‌کند.
پشتیبانی از اقتصاد سینما، صنایع سمعی و بصری و اقتصاد چندرسانه ای
CNC حمایت مالی اعطا شده توسط وزارت فرهنگ به صنعت فیلم را متمرکز و مدیریت می‌کند. حمایت می‌کند از ساخت فیلم‌های در نظر گرفته شده برای سینماها و تلویزیون، به ویژه پیش پرداخت قسمتی از سود. همچنین از ایجاد و نوسازی سالن‌های سینما حمایت می‌کند مخصوصاً سالن‌هایی که قصد تغییر دستگاه‌های خود به دیجیتال را دارند.
ترویج سینما و سمعی و بصری و توزیع آنها در بین همه مخاطبان
سازمان CNC همچنین از چاپ نسخه‌هایی برای شهرهای کوچک و متوسط حمایت اقتصادی می‌کند، توزیع سینمای نویسندگان و سینمایی که به‌طور گسترده پخش نمی‌شود، پشتیبانی می‌کند، باشگاه‌های فیلم، جشنواره‌های ملی و بین‌المللی فیلم (مانند جشنواره کن). برنامه‌های آگاه‌سازی ملی را دربارهٔ سینما در مدارس تنظیم می‌کند. از سال ۱۹۹۶، CNC همچنین کاتالوگ فیلمهای مستند تصاویر فرهنگ مدیریت می‌کند تا مستند خلاق را در زمینه پخش غیر تجاری تقویت کند.
محافظت و انتشار میراث سینمایی
اداره میراث سینمایی، میراث سینمایی را جمع‌آوری، نگه داری، حفظ می‌کند و به میراث سینمایی بها داده و از آنها استفاده می‌کند. به‌طور خاص، وثیقه قانونی فیلم‌ها را حفظ می‌کند.
اقدامات اروپایی و بین‌المللی
CNC سیاست‌های چند جانبه اروپا و بین‌المللی را در بخش سینمایی و سمعی و بصری تعریف و پیاده‌سازی می‌کند. مسئول نظارت بر کلیه موارد فنی و حقوقی است که تأثیر بسزایی در بخش سمعی و بصری دارد. همچنین از فراهم کردن فیلم در کشورهای در حال توسعه پشتیبانی می‌کند.
کمیسیون طبقه‌بندی
CNC و به ویژه کمیسیون طبقه‌بندی آن، نظرات خود را در مورد صدور ویزای عملیاتی کارهای سینمایی صادر می‌کند. این نظرات پس از آن به وزیر فرهنگ منتقل می‌شود که به تنهایی توانایی صدور ویزا را دارد. این ویزاها تماشاگران را در مورد «محتوای» آثار آگاه می‌کند و ممکن است شامل ممنوعیت نمایش زیر سن خاص باشد (ممنوعیت برای کودکان زیر ۱۲، ۱۶ یا ۱۸ سال) و احتمالاً اخطاری در خطاب به تماشاگران.

## بودجه
بودجه CNC توسط مالیات‌ها تأمین نمی‌شود بلکه مالیات‌های خاصی بر بخش صمعی بثری تأثیر می‌گذارد:
- مالیات ویژه اضافی (TSA)، میزان ۱۰٫۷۲ درصد از مبلغ بلیط سینما به آن تعلق می‌گیرد،
- مالیات بر ناشران و توزیع کنندگان خدمات تلویزیونی، که به دو بخش تقسیم می‌شود: TST مالیات بر ناشران، به ویژه با تبلیغات و درآمد حامی مالی، تماس‌های با نرخ اضافی و پیام کوتاه و سهم در بخش سمعی و بصری عمومی، و TST-D، مالیات توزیع کنندگان خدمات تلویزیونی، مربوط به اشتراک‌ها،
- مالیات بر فیلم و ویدئوی فیزیکی.

درآمد این مالیات‌ها در بودجه سال ۲۰۱۴ وزارت فرهنگ ۷۰۰ میلیون یورو تعیین شده بود.
بزرگی درآمدهای CNC در سالهای اخیر به چندین کسری بودجه کمک کرده‌است. این وضعیت منجر به انتشار گزارش‌های مربوط به حساب‌های CNC توسط دیوان حسابرس و کمیته مالی سنا شده‌است.
گزارش مارینی از بودجه سال ۲۰۱۱ به مجلس سنا ، انتقاد از مدیریت و افزایش هزینه‌های سازمان‌های مختلف دولتی، از جمله این موارد، در جای مناسب، CNC قرار دارذ.

## حساب پشتیبانی سینمای فرانسه
مرکز ملی سینما مسئول مدیریت یک حساب پشتیبانی به نام (کمک خودکار و انتخابی به سینمای فرانسه) است که از طریق مالیات ویژه اضافی بر قیمت بلیط سینما (۱۰٫۷۲٪ از قیمت بلیط) دریافت می‌شود، مالیات خدمات تلویزیونی (TST) پرداخت شده توسط ناشران و توزیع کنندگان خدمات تلویزیونی (۵٫۵٪ از گردش مالی کانال‌های تلویزیونی، که کمی بیشتر از یک سوم آن به سینما و مالیات ارائه دهندگان خدمات اینترنتی اختصاص یافته‌است) و مالیات بر انتشار فیلم (۲٪ از گردش ناشران و واردکنندگان که ۸۵٪ آن به سینما اختصاص یافته‌است).

## مسئولان
- - Michel Fourré-Cormeray (1945 - 1952)[۲۲]
  - Jacques Flaud (1952 - 1959)[۲۳]
  - Michel Fourré-Cormeray (1959 - 1965)[۲۳]
  - André Holleaux (1965 - 1969)[۲۴] · [۲۵]
  - André Astoux (1969 - 1973)[۲۶]
  - Pierre Viot (1973 - 1984)[۲۷]
  - Jérôme Clément (1984 - 1989)[۲۸]
  - Dominique Wallon (1989-1995)[۲۹] · [۳۰]
  - Marc Tessier (1995 - 1999)[۳۱] · [۳۲]
  - Jean-Pierre Hoss (1999 - 2001)[۳۳] · [۳۴]
  - David Kessler (2001 - 2004)[۳۵]
  - Catherine Colonna (2004 - mai 2005)[۳۶]
  - Véronique Cayla (juin 2005 - décembre 2010)
  - Éric Garandeau (janvier 2011 - juillet 2013)[۳۷]
  - Frédérique Bredin (juillet 2013 - juillet 2019)[۳۸]
  - Olivier Henrard (juillet 2019 - Président par intérim)[۳۹]
  - Dominique Boutonnat (depuis juillet 2019)